# Ingimundur Ingimundarson
Ingimundur Ingimundarson (Reykjavík, Island, 29. siječnja 1980.) je islandski rukometaš i nacionalni reprezentativac. Igra na poziciji lijevog vanjskog a trenutno nastupa za domaći KA Akureyri.

## Karijera
Ingimundarson je profesionalnu karijeru započeo nastupajući za domaći Íþróttafélag Reykjavíkur a od značajnijih klubova čije boje je branio tu su švicarski Winterthur, njemački GWD Minden i danski Aalborg. Tijekom ljeta 2014. potpisuje za KA Akureyri čije boje brani i danas.
Kao nacionalni reprezentativac, Ingimundarson je bio dio rukometne generacije koja je pod vodstvom izbornika Guðmundura Guðmundssona igrala olimpijsko finale u Pekingu 2008. te bila brončana na europskom prvenstvu 2010.

## Vanjske poveznice
- Profil rukometaša na Eurosport.com